# Tham Luang Pha Wiang
De Tham Luang Pha Wiang is een grot in de buurt van Tambon Pa Phlu. De grot is een van de grootste in Noord-Thailand en is enkele kilometers lang.
Legendes zeggen dat de Tham Luang 500 miljoen jaar geleden is ontstaan en dat de grot door criminelen werd gebruikt om hun buit in te verstoppen.
In de grot leven apen.